# Tragia pungens
Tragia pungens är en törelväxtart som först beskrevs av Peter Forsskål, och fick sitt nu gällande namn av Johannes Müller Argoviensis. Tragia pungens ingår i släktet Tragia och familjen törelväxter. Inga underarter finns listade i Catalogue of Life.